# Saint-Michel-de-Boulogne
Saint-Michel-de-Boulogne település Franciaországban, Ardèche megyében. Lakosainak száma 148 fő (2022. január 1.). Saint-Michel-de-Boulogne Gourdon, Saint-Andéol-de-Vals, Saint-Étienne-de-Boulogne és Vesseaux községekkel határos.

## Népesség
A település népessége az elmúlt években az alábbi módon változott:
| Lakosok száma | 111  | 106  | 96   | 136  | 147  | 157  | 156  | 149  | 148  | 148  |
|               | 1968 | 1982 | 1990 | 2006 | 2013 | 2015 | 2017 | 2019 | 2020 | 2022 |